# Johnnyswim
Johnnyswim é um duo de música folk, soul, blues e pop, constituído pelos cantores e compositores Amanda Sudano e Abner Ramirez. A dupla foi formada em 2005 em Nashville, Tennessee.

## Origem
Ramirez treinado como um músico na "Douglas Anderson", escola de artes, em sua terra natal Jacksonville, Florida. Sudano passava os verões em turnê pelo mundo como uma cantora de apoio para sua mãe Donna Summer.
Ramirez e Sudano se encontraram pela primeira vez após um culto de domingo em uma igreja em Nashville, Tennessee. Quatro anos mais tarde, Sudano participou de uma oficina de composição realizada por Ramirez e tornou-se interessada em escrever músicas com ele.
A dupla formou uma parceria musical chamavada "Johnnyswim". A inspiração para o nome da dupla é uma piada interna em curso. Originalmente, acreditava-se que o nome tinha vindo da cena do filme clássico Jaws quando o personagem chamado Johnny está tentando fugir do tubarão com seu amigo gritando do cais "Swim, Johnny, swim!" Uma entrevista com a "Vogue" revelou que os dois plantaram a história em sua entrada na Wikipedia. O artigo afirma, em seguida, que o nome Johnnyswim na verdade vem do nome de um peixinho de Amanda quando ela era criança. O peixe morreu e flutuou para o topo da bacia, e a mãe de Amanda tentou se livrar dele antes de Amanda poder encontrá-lo. Mas Amanda entrou e começou a gritar "Não, espere, ele está vivo! Johnny, swim! (Johnny, nadar!)" Era uma história tão bonita que os dois decidiram que deveria ser o nome de sua banda - assim Johnny poderia permanecer vivo. No início do episódio 65 do "Live from Daryl's House" transmitido em fevereiro de 2014, Ramirez conta uma história diferente sobre a origem do nome "Johnnyswim". No programa, ele faz referência a ter sido atacado em sua varanda de trás por um gato do vizinho, Johnny, depois que seu cão, "Sandwiches", persegue Johnny em um riacho próximo. A vizinha, Amanda Sudano, corre para ajudar o gato, e grita: "Swim, Johnny, swin! (Nade, Johnny, nade!)". Assim, o nome da banda. No entanto, as histórias não se correlacionam com dados biográficos sobre como Ramirez e Sudano se conheceram.
Johnnyswim regularmente toca um novo material para o New Music Mondays no seu canal oficial no YouTube. A dupla também faz covers de uma série de artistas, como Edith Piaf e Britney Spears.
Sudano e Ramirez se casaram em 2009.

## Carreira
Johnnyswim lançou seu primeiro CD auto-intitulado, em 30 de junho de 2008.
Em 2009, a dupla colaborou com Bruce Sudano na gravação da canção Morning Song, que apareceu em "Life and the Romantic".
2011, lançaram a música Bonsoir. Em setembro daquele ano, a dupla viajou para Índia com VisitingOrphans.org. Inspirado por suas experiências lá, eles escreveram a faixa "Hallelujah", que foi lançado em dezembro de 2011 com 100% dos lucros para os esforços da caridade.
Em 24 de abril de 2012 lançaram "Home, Vol. 1" uma nova coleção de músicas, bem como o lançamento da música "Annie".
Johnnyswim foi convidado em 17 de novembro de 2012 para a transmissão ao vivo do show de rádio de variedades, A Prairie Home Companion. They also appeared on the The Tonight Show on July 15, 2013.
Johnnyswim cantou "Don't Let It Get You Down" do seu álbum "Heart Beats" The Late Late Show com Craig Ferguson na sexta-feira, 13 setembro de 2013.

## Pessoal
O duo são de fato casados. Em um concerto em Portland, Oregon, em 05 de novembro de 2014, a dupla anunciou que está esperando seu primeiro filho. O filho deles nasceu em fevereiro de 2015.

## Discografia
- Diamonds (2014)
- A Johnnyswim Christmas (2014)
- Live At Rockwood Music Hall (2016)
- Georgica Pond (2016)
- Moonlight (2019)

EPs
- Johnnyswim (2008)[6]
- Home, Vol. 1 (2012)[6]
- Heart Beats (2013)

Singles
- "You're Not Gonna Leave Me Here" (2008)
- "Letting Go" (2008)[6]
- "Why'd You Do It" (2008)[6]
- "Away I Go" (2008)[6]
- "Good News" (2008)[6]
- "Morning Song" (2009) with Bruce Sudano, Life and the Romantic.
- "Bonsoir" (2011)[6]
- "Hallelujah"  (featuring Tulsi) (2011)[6]
- "Heart Beats" (2012)[6]
- "Adelina" (2012)[6]
- "Home" (2012)[6]
- "Annie" (2012)[6]

## Ligações Externas
- «Sítio oficial»

Predefinição:Persondata